# انتصابات جو بایدن در وزارت امور خارجه
آنچه در پی می‌آید نامزدشدگان و منصوبین در وزارت امور خارجه توسط جو بایدن، ۴۶مین رئیس جمهور آمریکا است.

## کلید رنگ
نشان دهنده منصوبانی است که بدون نیاز به رای اعتماد سنا مشغول به کارند
  منصوبین تأیید شده توسط سنا.
  منصوبین در انتظار تأیید سنا
  منصوبین در وضعیت کفیل.
  منصوبینی که سمت را ترک کرده یا اخراج شده‌اند
  منصوبینی که پیش از تأیید یا عهده‌دار شدن سمت کنار کشیدند

## انتصابات

### وزیر و قائم مقامان وزیر
| سمت                                     | نامزد             | رسیدن به سمت                                          | ترک سمت |
| --------------------------------------- | ----------------- | ----------------------------------------------------- | ------- |
| - وزیر امور خارجه                       | آنتونی بلینکن     | ۲۶ ژانویه 2021 (تأیید شده در ۲۶ ژانویه ۲۰۲۱ , 78–22)  | -       |
| - قائم مقام وزیر امور خارجه             | وندی شرمن         | ۱۴ آوریل 2021 (تأیید شده در ۱۳ آوریل ۲۰۲۱ , 56–42)    | -       |
| - قائم مقام وزیر در امور مدیریت و منابع | برایان پی مک کیون | ۱۹ مارس ۲۰۲۱ (تأیید شده در ۱۸ مارس ۲۰۲۱ به اتفاق آرا) | -       |

### دفتر امور سیاسی
| سمت                                                            | نامزد            | تاریخ عهده‌دار شدن مسئولیت                          | ترک سمت |
| -------------------------------------------------------------- | ---------------- | -------------------------------------------------- | ------- |
| - معاون وزیر امور خارجه در امور سیاسی                          | ویکتوریا نولند   | ۳ مه ۲۰۲۱ (Confirmed April 29, 2021 by voice vote) | -       |
| - دستیار وزیر خارجه<br id="mwlQ"/> (امور آفریقا)               | مری کاترین پی    | اعلام شده در ۱۵ آوریل ۲۰۲۱                         | -       |
| - دستیار وزیر خارجه<br id="mwpw"/> (امور شرق آسیا و اقیانوسیه) | دانیل کریتنبرینک | اعلام شده در ۲۶ مارس ۲۰۲۱                          | -       |
| - دستیار وزیر خارجه<br id="mwuw"/> (امور اروپا و اوراسیا)      | کارن دانفرید     | اعلام شده در ۱۵ آوریل ۲۰۲۱                         | -       |
| - دستیار وزیر خارجه<br id="mwzQ"/> (امور سازمان بین‌المللی)     | Michele J. Sison | اعلام شده در ۱۵ آوریل ۲۰۲۱                         | -       |
| - دستیار وزیر خارجه (امور خاور نزدیک)                          | باربارا A. برگ   | اعلام شده در ۱۵ آوریل ۲۰۲۱                         | -       |
| - دستیار وزیر خارجه<br id="mw8g"/> (امور آسیای جنوبی و مرکزی)  | دونالد لو        | اعلام شده در ۲۳ آوریل ۲۰۲۱                         | -       |
| - دستیار وزیر خارجه<br id="mwAQY"/> (امور نیمکره غربی)         | برایان A. نیکولز | اعلام شده در ۲۶ مارس ۲۰۲۱                          | -       |

### دفتر کنترل تسلیحات و امنیت بین‌المللی
| سمت                                                                            | نامزد          | تاریخ عهده‌دار شدن مسئولیت                     | ترک سمت |
| ------------------------------------------------------------------------------ | -------------- | --------------------------------------------- | ------- |
| - معاون وزیر امور خارجه<br id="mwASI"/> (کنترل تسلیحات و امور امنیت بین‌المللی) | بانی جنکینز    | ۲۱ ژوئیه ۲۰۲۱ Confirmed July 21, 2021, 52–48) | -       |
| - دستیار وزیر خارجه<br id="mwATg"/> (کنترل، تأیید و رعایت تسلیحات)             | مالوری استوارت | اعلام شده در ۲ ژوئیه ۲۰۲۱                     | -       |
| - هماهنگ‌کننده برنامه‌های کاهش تهدید                                             | TBA            | -                                             | -       |
| - دستیار وزیر خارجه<br id="mwAVg"/> (امنیت بین‌المللی و عدم اشاعه)              | CS الیوت کانگ  | اعلام شده در ۱۲ آوریل ۲۰۲۱                    | -       |
| - دستیار وزیر خارجه<br id="mwAWw"/> (امور سیاسی-نظامی)                         | جسیکا لوئیس    | اعلام شده در ۲۳ آوریل ۲۰۲۱                    | -       |

### دفتر امنیت غیرنظامی، دموکراسی و حقوق بشر
| سمت                                                                                | نامزد            | تاریخ عهده‌دار شدن مسئولیت                      | ترک سمت |
| ---------------------------------------------------------------------------------- | ---------------- | ---------------------------------------------- | ------- |
| - معاون وزیر امور خارجه<br id="mwAYQ"/> (امنیت غیرنظامی، دموکراسی و حقوق بشر)      | ازرا زیا         | ۱۴ ژوئیه 2021 (Confirmed July 13, 2021, 73–24) | -       |
| - دستیار وزیر خارجه<br id="mwAZw"/> (عملیات تعارض و ثبات)                          | آن ویتکوفسکی     | اعلام شده در ۱۵ آوریل ۲۰۲۱                     | -       |
| - سفیر بزرگ برای مبارزه با تروریسم و<br id="mwAa4"/> هماهنگ‌کننده مبارزه با تروریسم | TBA              | -                                              | -       |
| - دستیار وزیر خارجه<br id="mwAbw"/> (دموکراسی، حقوق بشر و کار)                     | سارا مارگون      | اعلام شده در ۲۳ آوریل ۲۰۲۱                     | -       |
| - سفیر بزرگ برای عدالت کیفری جهانی                                                 | TBA              | -                                              | -       |
| - دستیار وزیر خارجه<br id="mwAdk"/> (امور بین‌المللی مواد مخدر و اجرای قانون)       | تاد دی رابینسون  | اعلام شده در ۱۲ آوریل ۲۰۲۱                     | -       |
| - سفیر بزرگ برای آزادی‌های مذهبی بین‌المللی                                          | رشاد حسین        | اعلام شده در ۳۰ ژوئیه ۲۰۲۱                     | -       |
| - سفیر بزرگ برای نظارت و مبارزه با قاچاق انسان                                     | TBA              | -                                              | -       |
| - دستیار وزیر خارجه<br id="mwAg0"/> (جمعیت، پناهندگان و مهاجرت)                    | جولیتا والس نویس | اعلام شده در ۳ ژوئن 2021                       | -       |

### دفتر رشد اقتصادی، انرژی و محیط زیست
| سمت                                                                                | نامزد              | تاریخ عهده‌دار شدن مسئولیت                           | ترک سمت |
| ---------------------------------------------------------------------------------- | ------------------ | --------------------------------------------------- | ------- |
| - معاون وزیر امور خارجه<br id="mwAik"/> (رشد اقتصادی، انرژی و محیط زیست)           | خوزه دبلیو فرناندز | ۶ اوت 2021 (Confirmed August 5, 2021 by voice vote) | -       |
| - دستیار وزیر خارجه<br id="mwAkE"/> (امور اقتصادی و بازرگانی)                      | رامین طلوعی        | اعلام ۳۰ ژوئیه 2021                                 | -       |
| - هماهنگ‌کننده تحریم‌ها Established by the قانون تخصیص اعتبارات تلفیقی، ۲۰۲۱         | TBA                | -                                                   | -       |
| - دستیار وزیر خارجه<br id="mwAmQ"/> (منابع انرژی)                                  | TBA                | -                                                   | -       |
| - دستیار وزیر خارجه<br id="mwAnI"/> (اقیانوس‌ها و امور بین‌المللی، محیط زیست و علمی) | مونیکا مدینه       | اعلام شده در ۲۲ آوریل ۲۰۲۱                          | -       |

### دفتر مدیریت
| سمت                                                   | نامزد          | تاریخ عهده‌دار شدن مسئولیت                            | ترک سمت |
| ----------------------------------------------------- | -------------- | ---------------------------------------------------- | ------- |
| - معاون وزیر امور خارجه<br id="mwAoo"/> (مدیریت)      | جان آر بیس     | اعلام شده در ۲۱ ژوئیه ۲۰۲۱                           | -       |
| - دستیار وزیر خارجه<br id="mwAp4"/> (مدیریت)          | TBA            | -                                                    | -       |
| - دستیار وزیر خارجه<br id="mwAqw"/> (امور کنسولی)     | رنا تلخ        | اوت ۲۰۲۱ (Confirmed August 9, 2021 by voice vote)    | -       |
| - دستیار وزیر خارجه<br id="mwAsI"/> (امنیت دیپلماتیک) | جنتری او اسمیت | ۱۲ اوت 2021 (Confirmed August 9, 2021 by voice vote) | -       |
| - مدیرکل خدمات خارجی                                  | مارسیا برنیکات | اعلام شده در ۱۵ آوریل ۲۰۲۱                           | -       |
| - مدیر دفتر نمایندگی‌های خارجی                         | ربکا گونزالس   | اعلام ۲۰۲۱ اوت ۴                                     | -       |

### دفتر دیپلماسی عمومی و امور عمومی
| سمت                                                        | نامزد       | تاریخ عهده‌دار شدن مسئولیت  | ترک سمت |
| ---------------------------------------------------------- | ----------- | -------------------------- | ------- |
| - معاون وزیر خارجه در امور دیپلماسی عمومی و روابط عمومی    | TBA         | -                          | -       |
| - دستیار وزیر خارجه<br id="mwAxQ"/> (امور آموزشی و فرهنگی) | لی ساترفیلد | اعلام شده در ۲۷ آوریل ۲۰۲۱ | -       |

### دفتر وزیر و قائم مقامان وزیر
| سمت                                                             | نامزد           | تاریخ عهده‌دار شدن مسئولیت | ترک سمت |
| --------------------------------------------------------------- | --------------- | ------------------------- | ------- |
| - دستیار وزیر خارجه<br id="mwAyw"/> (امور عمومی)                | TBA             | -                         | -       |
| - مشاور حقوقی وزارت امور خارجه                                  | سارا اچ کلیولند | اعلام شده در ۱۰ اوت ۲۰۲۱  | -       |
| - مشاور ارشد مالی                                               | TBA             | -                         | -       |
| - رئیس پروتکل                                                   | روفوس گیفورد    | اعلام شده در ۲۸ مه 2021   | -       |
| - سفیر بزرگ برای دیپلماسی بهداشت جهانی و هماهنگ‌کننده جهانی ایدز | TBA             | -                         | -       |
| - سفیر بزرگ برای مسائل جهانی زنان                               | TBA             | -                         | -       |
| - دستیار وزیر خارجه<br id="mwA4U"/> (هوش و تحقیق)               | برت ام هولگرن   | اعلام شده در ۲۶ مارس ۲۰۲۱ | -       |
| - دستیار وزیر خارجه<br id="mwA5U"/> (امور قانونگذاری)           | TBA             | -                         | -       |
| - بازرس کل وزارت امور خارجه                                     | TBA             | -                         | -       |
| - رئیس ستاد وزیر خارجه                                          | سوزی جورج       | ۲۰ ژانویه ۲۰۲۱            | -       |
| - مشاور وزارت امور خارجه                                        | درک شولت        | ۲۰ ژانویه ۲۰۲۱            | -       |
| - مدیر برنامه‌ریزی سیاست                                         | سلمان احمد      | ۲۰ ژانویه ۲۰۲۱            | -       |
| - سخنگوی وزارت امور خارجه                                       | قیمت ند         | ۲۰ ژانویه ۲۰۲۱            | -       |
| - معاون سخنگوی وزارت امور خارجه                                 | جالینا پورتر    | ۲۰ ژانویه ۲۰۲۱            | -       |

### نمایندگی ایالات متحده در سازمان ملل متحد
| سمت                                      | نامزد                                    | تاریخ عهده‌دار شدن مسئولیت                          | ترک سمت                                  |
| نمایندگی ایالات متحده در سازمان ملل متحد | نمایندگی ایالات متحده در سازمان ملل متحد | نمایندگی ایالات متحده در سازمان ملل متحد           | نمایندگی ایالات متحده در سازمان ملل متحد |
| ---------------------------------------- | ---------------------------------------- | -------------------------------------------------- | ---------------------------------------- |
| - سفیر در سازمان ملل متحد                | لیندا توماس گرینفیلد                     | ۲۳ فوریه 2021 (Confirmed February 23, 2021, 78–20) | -                                        |
| - معاون سفیر در سازمان ملل متحد          | جفری پرسکات                              | ۲۰ ژانویه ۲۰۲۱                                     | -                                        |